# Rędocin

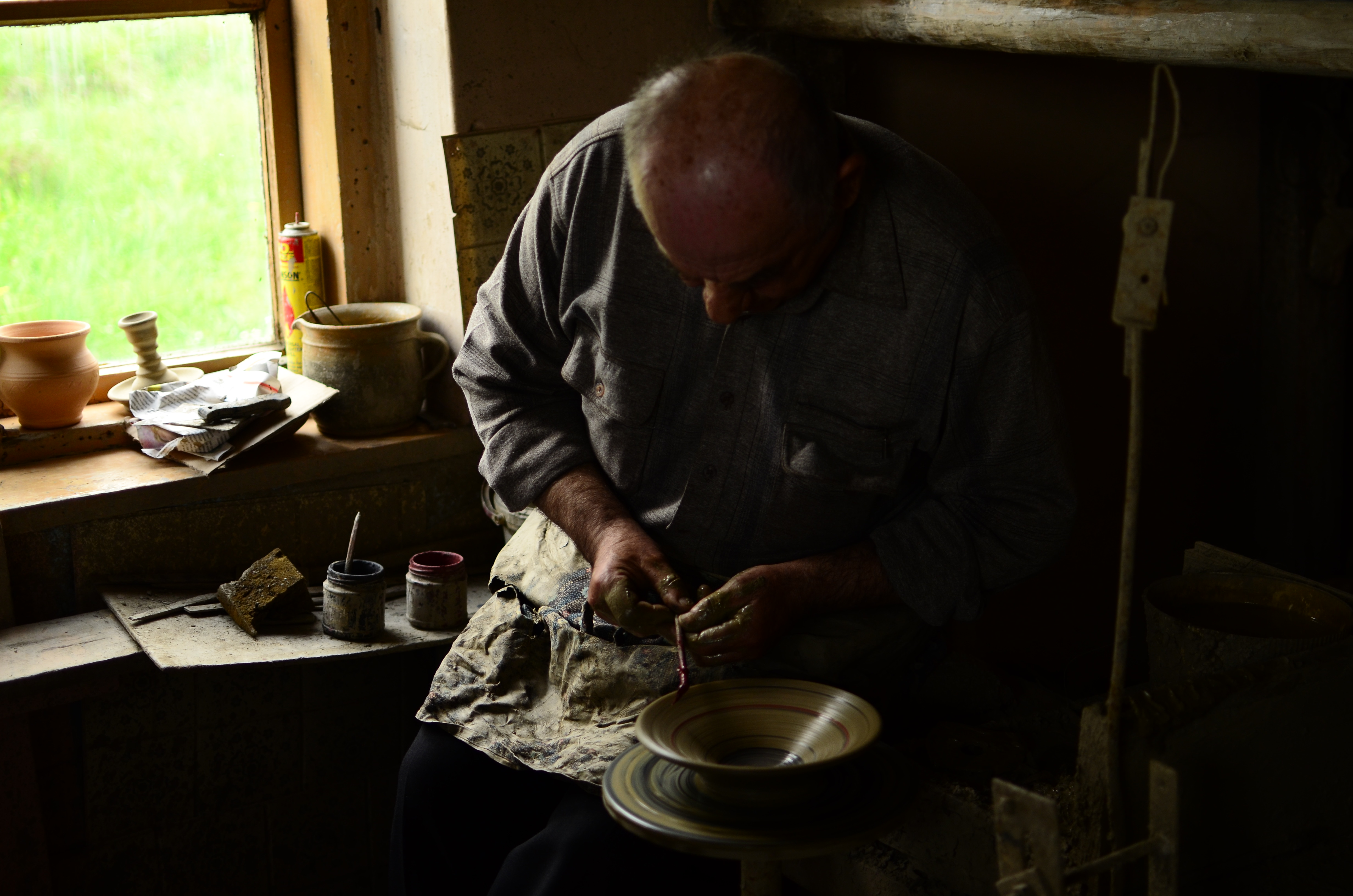
Garncarz Jarosław Rodak z Rędocina w 2014

Rędocin – wieś w Polsce położona w województwie świętokrzyskim, powiecie skarżyskim, w gminie Bliżyn.
W 1975-1998 miejscowość administracyjnie należała do województwa kieleckiego.
Przez Rędocin przechodzi  niebieski szlak turystyczny z Pogorzałego do Kuźniaków.
Rędocin jest ośrodkiem garncarstwa. W miejscowości mieszka kilku twórców, związanych głównie z rodziną Andrzeja Rokity, który założył pierwszy warsztat garncarski około 1900 roku. Andrzej Rokita specjalizował się w przedstawieniach figuralnych świątków i ptaków.
Wierni Kościoła rzymskokatolickiego należą do parafii Matki Bożej Nieustającej Pomocy w Hucie lub do parafii Parafia św. Rocha w Mroczkowie.